# Zsófia Kovács (gymnastique)
Pour les articles homonymes, voir Zsófia Kovács.
Zsófia Kovács est une gymnaste artistique hongroise, née à Dunaújváros le 6 avril 2000.

## Biographie
Elle remporte la médaille d'argent du concours général individuel des Championnats d'Europe de gymnastique artistique 2017 à Cluj-Napoca. Elle obtient la médaille d'or en saut de cheval et aux barres asymétriques ainsi que la médaille de bronze du concours par équipe des Championnats d'Europe de gymnastique artistique féminine 2020 à Mersin.
Elle est médaillée d'or au saut de cheval aux Championnats d'Europe de gymnastique artistique 2022 à Munich.
Aux Championnats d'Europe de gymnastique artistique 2023 à Antalya, elle remporte la médaille d'argent du concours général individuel.

## Palmarès

### Championnats d'Europe
- Sofia 2014
  - 19e au concours général individuel

- Berne 2016
  - 5e aux barres asymétriques
  - 7e aux saut de cheval
  - 8e au concours général par équipes

- Cluj-Napoca 2017
  -  médaille d'argent au concours général individuel
  - 6e au saut de cheval
  - 6e aux barres asymétriques

- Mersin 2020
  -  médaille d'or au saut de cheval
  -  médaille d'or aux barres asymétriques
  -  médaille de bronze par équipes

- Munich 2022
  -  médaille d'or au saut de cheval

- Antalya 2023
  -  médaille d'argent au concours général individuel